# René-Albert Darde
René-Albert Darde, francoski general, * 16. december 1884, † 25. maj 1961.